# Góra Świętej Anny

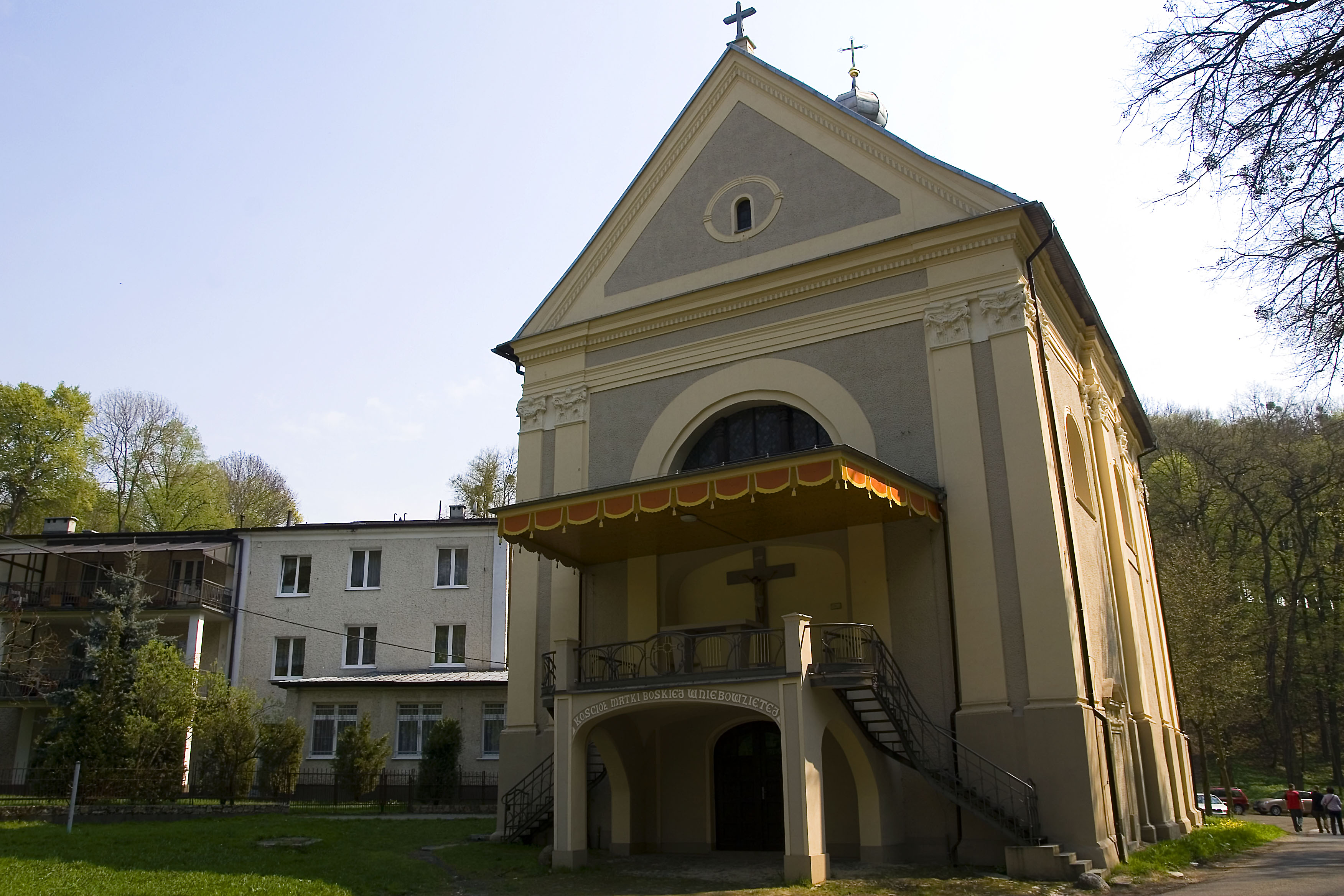
Capela din Góra Świętej Anny

Muntele Sfânta Ana (în poloneză Góra Świętej Anny, în germană Sankt-Anna-Berg) este un loc de pelerinaj în Silezia.